# Breunis van de Weerd
Breunis van de Weerd (Ede, 29 augustus 1962) is een Nederlands ingenieur, politicus en bestuurder. Hij is lid van de SGP.

## Maatschappelijke carriere
Van de Weerd ging tot 1978 naar de Bosbouw Technische School te Apeldoorn. Vervolgens ging hij tot 1981 naar de Middelbare Agrarische School te Putten. Tot 1986 studeerde hij Bos- en Natuurbeheer aan de Hogere Bosbouw- en Cultuurtechnische School te Velp.
Van de Weerd startte zijn carrière als calculator en uitvoerder bij een cultuurtechnisch aannemersbedrijf, waar hij later bedrijfsleider werd. Van 1996 tot 2010 was hij directeur van een agrarisch adviesbureau en ondertussen, in 1997, projectleider bij een groenvoorzieningsbedrijf.

## Politieke carrière
Van 1998 tot 2010 was Van de Weerd heemraad bij het waterschap Vallei en Eem. Ondertussen werd hij Statenlid van Gelderland voor de SGP en vervolgens wethouder van Ede, waar hij belast was met openbare werken, mobiliteit, milieu, duurzaamheid en afval. Vanaf maart 2014 is hij fractievoorzitter voor de SGP van de gemeenteraad van Ede en vanaf 2015 opnieuw Statenlid van Gelderland.
De gemeenteraad van Nunspeet besloot op 1 maart 2016 in te stemmen met de aanbeveling dat Van de Weerd per 27 mei 2016 opvolger zou worden van CDA-burgemeester Dick van Hemmen. In 2021 riep Van de Weerd de inwoners van zijn gemeente per brief op zich te laten vaccineren tegen COVID-19. Zelf koos hij er echter voor zich niet te laten vaccineren. Dit riep enige ophef op. Van de Weerd ambieert geen tweede termijn als burgemeester van Nunspeet en is gestopt per 27 mei 2022. Op 13 juni van dat jaar werd D66'er Céline Blom waarnemend burgemeester van Nunspeet.
Sinds 2023 is Van de Weerd namens de SGP commissielid bij het Vallei en Veluwe. Daarnaast heeft hij een eigen adviesbureau en is hij lid van de raad van advies van Road to work. Hij is bestuurslid en tweede voorzitter van de SGP in Gelderland en algemeen bestuurslid van het hoofdbestuur van de SGP. Hij stond op plek 10 van de kandidatenlijst van de SGP voor de Europese Parlementsverkiezingen van 2024. Hij kreeg 806 voorkeurstemmen; wat niet voldoende was om te worden verkozen als Europees Parlementslid.

## Persoonlijk
Van de Weerd is gehuwd en vader van zes kinderen. In Ede was hij lid van de Oud Gereformeerde Gemeenten in Nederland (OGGiN). Hij is lid van de Gereformeerde Gemeenten (GG) in Nunspeet.